# Jávai leopárd
A jávai leopárd (Panthera pardus melas) a ragadozók (Carnivora) rendjébe és a macskafélék (Felidae) családjába tartozó leopárd (Panthera pardus) egy alfaja, amely kizárólag az Indonéziához tartozó Jáva szigetén őshonos.

## Evolúciós eredete
A német és indonéz kutatók genetikai vizsgálata alapján az alfaj evolúciós értelemben a pleisztocén középső szakaszában, 600 ezer évvel ezelőtt vált el a többi leopárdtól.

## Elterjedése
Korábban Jáva szigetének változatos élőhelyein mindenfelé előfordult, mára főként a nemzeti parkok területére szorult vissza.
A tengerszintfeletti 2540 méteres magasságban él, a sűrű trópusi esőerdőktől a száraz lombhullató erdőkig találhatjuk meg. A védett területeken kívül 2008 és 2014 között a másodlagos erdőkben, vegyes mezőgazdasági területeken és termelés céljából hasznosított erdőkben volt ismert jelenléte.

## Megjelenése
A jávai leopárdot először fekete párducként írták le, sötétfekete foltokkal és ezüstszürke szemekkel. Általában normál foltos bundája van rozettákkal tarkítva, de egyes egyedek egy recesszív génnek köszönhetően fekete színűek.

## Életmódja
A jávai leopárd jellemző zsákmányállatai a muntyákszarvas, vaddisznó, jávai kancsil, valamint különböző főemlősök. Falvak közelében zsákmányolhat kutyát, baromfit vagy kecskét.

## Természetvédelmi helyzete
A becslések szerint kevesebb, mint 250 egyede él a vadonban, ami ráadásul csökkenő trendet követ. A Természetvédelmi Világszövetség a súlyosan veszélyeztetett kategóriába sorolja.
A jávai leopárdot főként az ember térhódítása miatti élettércsökkenés fenyegeti. Jáva természetes növényzetének mára több mint 90 százaléka elveszett, természetes erdőségek csak az 1400 méternél magasabban fekvő területeken maradtak fenn. Továbbá Jáva a Föld egyik legsűrűbben lakott szigete (1064 fő/km²).

## Képek
|  |  |  |  |  |  |